# Loup solitaire (terrorisme)
Pour les articles homonymes, voir Loup solitaire.
Un loup solitaire est une personne qui commet des actes violents en rapport avec un groupe, un mouvement ou une idéologie, mais le fait seul, en dehors de toute structure de commandement.

## Terminologie

### Origines
Ce terme est une traduction de l’expression anglaise « lone wolf ». Selon la Anti-Defamation League (Ligue antidiffamation), le terme aurait été popularisé par les suprémacistes blancs Alex Curtis et Tom Metzger dans les années 1990,.
Ensuite ce terme fut adopté par les agences gouvernementales américaines et par les médias pour désigner des individus utilisant cette stratégie. Le FBI et la police de San Diego nommèrent leur opération de surveillance des activités de Curtis « Operation Lone Wolf » largement à cause du fait que Curtis encourageait d’autres suprémacistes blanc à suivre l’activisme de type « loup solitaire ».

### Usage actuel
Actuellement, la notion de terrorisme de type « loup solitaire » désigne des actes violents qui sont perpétrés en dehors d’une structure de commandement, quelle qu’en soit l’idéologie.
Généralement, le « loup solitaire » partage un lien idéologique ou philosophique avec un groupe extrémiste, mais ne communique pas avec ce groupe. Bien qu’il cherche à faire avancer la cause de ce groupe, le « loup solitaire » conçoit et organise sa tactique seul, sans recevoir d’ordres ou de conseils. Dans de nombreux cas, comme dans la tactique imaginée par Curtis, le « loup solitaire » n’a jamais aucun contact personnel avec un groupe. De ce fait, ce type de terroriste pose un problème particulier aux responsables de la lutte anti-terroriste, car il est beaucoup plus difficile de réunir des informations sur les « loups solitaires » que sur des groupes terroristes conventionnels.

### Contestation du terme
Selon Gilles Kepel, « la théorie du loup solitaire est une imbécillité. Elle a été mise en place par des pseudo-universitaires et quelques journalistes qui les suivaient, qui ne travaillent pas et qui ne connaissent pas la réalité des textes et de l’action des jihadistes. C’est un pur fantasme, ça n’a jamais existé. Il y a des individus qui agissent éventuellement seul ou à deux mais ils font partie de réseaux, ils ont été inspirés. Pour ceux qui ont pris la peine de s’intéresser à ce qu’a fait Daech, cette théorie ne tient bien sûr pas une seconde. »
Pour Wassim Nasr, journaliste de France 24 et spécialiste du djihadisme, « il n'y a pas de loup solitaire dans l'histoire des attentats djihadistes. [...] On découvre à chaque fois qu'il y a des ramifications, des contacts, des soutiens logistiques. [...] Il y a toujours, en arrière-plan, des gens qui aident »,.

## Événements notables

### Asie et Moyen-Orient
- Le 24 février 1994, Baruch Goldstein, médecin, ancien membre de la Jewish Defense League et sympathisant du mouvement Kach, ouvre le feu à l’intérieur du Tombeau des Patriarches à Hébron, tuant 29 personnes et en blessant plus de 100.
- Le 19 mars 2005, le nationaliste égyptien Omar Ahmad Abdullah Ali fait exploser une voiture piégée devant un théâtre à Doha au Qatar, tuant un directeur britannique et blessant 12 autres personnes. La police pense qu’il a agi seul[8].
- Le 4 août 2005, Eden Natan-Zada tua quatre Arabes israéliens dans un bus et en blessa douze avant d'être tué par d'autres passagers. Natan-Zada était un soldat de 19 ans qui avait déserté son unité après avoir refusé de faire partie des colons de la Bande de Gaza[9].
- Le 17 août 2005, Asher Weisgan, un chauffeur de bus israélien, tira sur et tua quatre Palestiniens, et en blessa deux autres dans la colonie de Shiloh en Cisjordanie[10].
- Le 4 septembre 2006, Nabil Ahmad Jaoura, un Jordanien d'origine palestinienne, ouvre le feu sur des touristes dans l’amphithéâtre romain d'Amman en Jordanie. Un touriste britannique mourut et six autres furent blessés. La police affirma qu'il n'avait aucune connexion avec un groupe organisé mais était furieux contre les activités des Européens et les Israéliens au Proche-Orient[11].

### Europe
- À la fin de 1991 et au début de 1992 en Suède, John Ausonius tire sur onze personnes à la peau sombre, en tuant une.
- Entre 1993 et 1997 en Autriche, Franz Fuchs se lance dans une campagne contre les étrangers et contre des organisations ou individus qui aident les étrangers. Il tue quatre personnes et en blesse quinze, par le biais de trois engins explosifs et de 25 colis piégés.
- En avril 1999 à Londres, David Copeland vise des Noirs, des Asiatiques et des homosexuels avec des bombes à clous, tuant 3 personnes et en blessant 129. Son but était de déclencher une guerre raciale. Il fut condamné à une peine de 50 ans qu'il purge dans un hôpital psychiatrique.
- Le 6 mai 2002 aux Pays-Bas, neuf jours avant des élections, le politicien Pim Fortuyn fut tué par Volkert van der Graaf, un écologiste radical qui déclara que Fortuyn était un danger pour la société néerlandaise.
- Le 2 mars 2011 en Allemagne, Arid Uka tue deux soldats des États-Unis et en blesse gravement deux autres à l'aéroport de Francfort. Les autorités allemandes considèrent qu'il s'agit d'une attaque islamiste, ce qui en ferait la première sur le sol allemand.
- Le 22 juillet 2011 en Norvège, Anders Behring Breivik tue 77 personnes dans deux attaques consécutives. Il tue d'abord huit personnes avec une voiture piégée dans le quartier gouvernemental à Oslo. Une heure plus tard, il débarque sur l'île d'Utøya, à 35 kilomètres à l'ouest d'Oslo, où se tient l'université d'été de l'organisation de la jeunesse du parti travailliste. Se présentant comme un officier de police, il tire pendant environ une heure et demie, tuant 69 personnes. Arrêté, il se présentera comme le seul membre d'une cellule d’extrême droite.
- En mars 2012 en France, Mohammed Merah prend pour cible des soldats français puis, quelques jours plus tard, des civils à proximité d'une école juive en Midi-Pyrénées. Il est présenté par certains, dont Bernard Squarcini, comme étant un terroriste solitaire, sans lien avec un groupe militant. Le ministre de l'intérieur Manuel Valls considère au contraire que Merah n'était pas un « loup solitaire »[12].